# James Craig Watson
James Craig Watson, kanadsko-ameriški astronom, * 28. januar 1838, Fingal, Ontario, Kanada, † 23. november 1880, Madison, Wisconsin, ZDA.

## Življenje in delo
Njegova družina se je leta 1850 preselila v Ann Arbor, Michigan. Tu je Watson končal srednjo šolo, leta 1857 pa je diplomiral na Univerzi Michigana v Ann Arborju. Najprej je študiral klasične jezike, nato pa je poslušal predavanja iz astronomije pri Brünnowu. Najprej je bil od leta 1858 pomočnik na Observatoriju Detroit Univerze Michigana v Ann Arborju. Od leta 1863 do 1879 je bil drugi predstojnik Observatorija Detroit, kjer je nasledil Brünnowa. Leta 1868 je napisal učbenik Teoretična astronomija (Theoretical Astronomy).
Leta 1860 se je poročil z Annete Waite. Zakonca nista imela otrok.
Watson je odkril 22 asteroidov, najprej leta 1863 asteroid 79 Evrinoma. Asteroid 139 Jueva je odkril med pripravami na opazovanje v Pekingu kjer je leta 1874 opazoval prehod Venere prek Sončeve ploskve. Ime Jueva so izbrali kitajski gostitelji, 瑞華星, kar pomeni »kitajska zvezda sreče«.
Dejavno je sodeloval pri odpravah opazovanj Sončevih mrkov: leta 1869 v Iowi, leta 1870 na Siciliji in leta 1878 v Wyomingu. 29. julija 1878 naj bi v Wyomingu pri opazovanju popolnega Sončevega mrka opazil zvezdo 2,5 stopinje jugozahodno od Sonca, kar so imeli za Le Verrierjev nov planet Vulkan z manjšim tirom od Merkurja. Podobni zvezdi naj bi opazil tudi Swift, od katerih naj bi ena bila Vulkan, lega druge pa se je ujemala z Watsonovo in v njej je Swift spoznal Cancrija. Njegovih izračunov niso objavili in opazovanj potrdili in tudi Vulkana do danes niso našli. Obstaja sicer možnost obstoja majhnih Vulkanoidov.
Watsona so leta 1879 imenovali za prvega predstojnika Observatorija Washburn Univerze Wisconsina v Madisonu. Observatorij so še gradili in ni dočakal njegove dovršitve v letu 1881.

## Priznanja

### Poimenovanja
Z neastronomskimi dejavnostmi je Watson nakopičil znatno vsoto denarja. V zapuščini je ustanovil sklad za nagrado, ki jo od leta 1887 Nacionalna akademija znanosti ZDA podeljujejo njemu v čast kot medaljo Jamesa Craiga Watsona za pomembne dosežne na področju astronomije.
Po njem se imenuje asteroid 729 Watsonija (729 Watsonia).